# Bosley
Bosley – wieś w Anglii, w hrabstwie ceremonialnym Cheshire, w dystrykcie (unitary authority) Cheshire East. Leży 52 km na wschód od miasta Chester i 231 km na północny zachód od Londynu. W 2001 miejscowość liczyła 406 mieszkańców.